# Abba P. Lerner
Abba Ptachya Lerner (Besszarábia, 1903. október 28. – Tallahassee, 1982. október 27.) amerikai közgazdász, a Lerner-index megalkotója.

## Életpályája
Besszarábiában született zsidó családban. A család Lerner hároméves korában kivándorolt Nagy-Britanniába. Lerner a londoni East Enden nőtt fel. Tizenhat éves korától gépészként, héber nyelvtanárként dolgozott, illetve üzletember volt. 1929-ben felvették a London School of Economicsba, ahol Friedrich Hayek irányításával tanult. A Cambridge-ben töltött hat hónapos időszak alatt, 1934–1935 között kapcsolatban került John Maynard Keynesszel.
Lerner felesége Alice Sendak volt, akivel 1930-ban kötött házasságot; ikreik, Marion és Lionel 1932-ben születtek.
1937-ben Lerner kivándorolt az Amerikai Egyesült Államokba. Itt összebarátkozott szellemi ellenfeleivel, Milton Friedmannal és Barry Goldwaterrel.

## Nézetei
Lerner a kidolgozója az úgynevezett funkcionális finanszírozás elméletének, mely szerint az állam képes mindig pénzteremtésből megfinanszírozni a társadalom által hasznosnak vélt közcélokat. Ha túl kevés pénz van a gazdaságban, akkor az emberek nem képesek mindent megvásárolni, amit az előállít. Ha túl sok pénz van a gazdaságban, akkor infláció keletkezik.
Ezzel a nézetével Lerner a modern monetáris elmélet (MMT) előfutára.